# BMP-2步兵戰車
BMP-2步兵戰鬥車是BMP-1步兵戰車的改良型，是為了針對BMP-1在火力和車長位置的不當，1982年首次在莫斯科紅場的閱兵當中出場。

## 基本資料
- 乘員：10人（車長，炮手，駕駛和7名士兵）[2]
- 車長：6.74公尺
- 車闊：2.94公尺
- 車高：2.07公尺
- 重量：14.3噸
- 最快速度：65公里/小時
- 續航距離：500公里
- 主武裝：30毫米口徑（英语：30 mm caliber）希普諾夫2A42機炮+9M113反坦克导弹
- 副武裝：7.62毫米口徑PKT同軸機槍
- 發動機：一個300匹馬力UTD-20水冷式柴油

## 設計特點
- BMP-2的車身看似和BMP-1相同但其實是車身前後端都被加長，在水上時浮力較大
- 由於BMP-2的車身比BMP-1重了1噸，因此在左右兩側前方第二個車輪各加上一個減震器
- BMP-2的車身上方橫切面和BMP-1不同，BMP-2的車身側面和頂部之間有二段傾斜而BMP-1祇有一段
- 發動機馬力由BMP-1的300匹增強至350至400匹，BMP-2也可以7至8公里/小時的速度在水上行駛（用履帶划水推進）
- 車長由BMP-1的車身駕駛座位後方改為和炮手一起在炮塔內，原來位置改為機槍手座位並有一個專門給PK通用機槍伸出去射擊的槍孔，全車可載士兵人數由BMP-1的8人減至7人，分別是機槍手（PK通用機槍）3人和步槍手(AK-74突击步枪)4人，在其座位有對外觀察用潛望鏡和伸出去射擊的槍孔，即使後來BMP-2加上附加裝甲但這些槍孔仍能用
- BMP-2改用一個較大的雙人炮塔去取代BMP-1的單人炮塔，武器改為主要武裝是30毫米口徑2A42機炮，2A42機炮的最高仰角為74度再加上BMP-2的炮塔為電動轉動，轉速最快為每秒60度，因此可射擊高度在2000米以下的次音速空中目標（例如:敵方武裝直昇機），2A42機炮的彈藥有曳光穿甲彈和曳光高爆燃燒彈，曳光穿甲彈可打穿在1000米外厚50毫米的鋼板
- 另一主要武裝是AT-5反坦克飛彈，出口型号则最初安装AT-4反坦克飛彈，後來蘇聯批准AT-5出口，故後來出口型都是AT-5，AT-5反坦克飛彈是有線導引，BMP-2的車長祇要把十字瞄準目標，AT-5就會自動命中，每輛BMP-2最多有7發AT-5
- 根據阿富汗戰爭的經驗，BMP-2可在前方加上除雷裝置

## 修改版本
BMP-2K
指揮車版本，車後方有額外的無線電通訊系統
BMP-2D

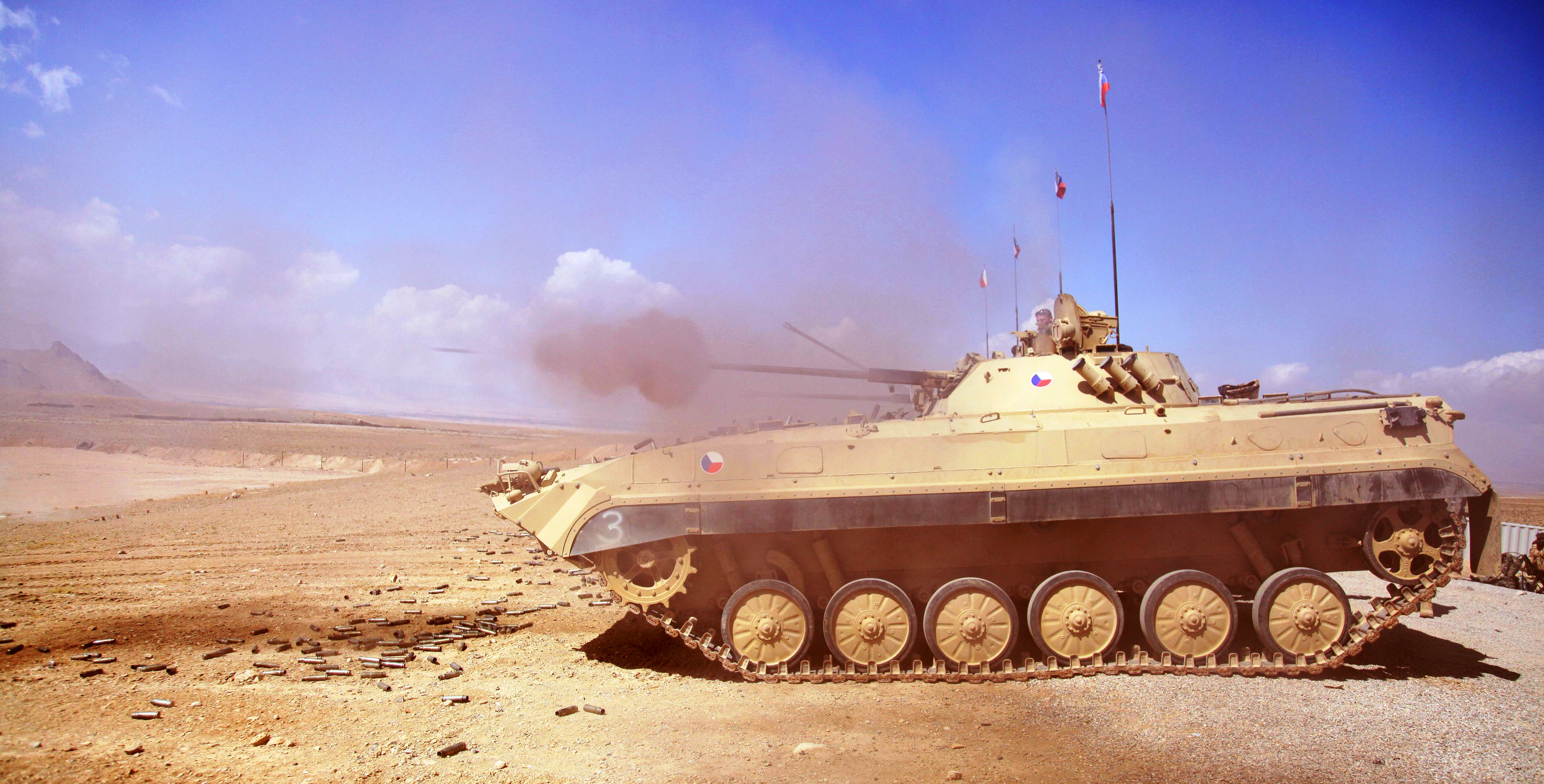
正在用2A42機炮射擊的捷克BMP-2

蘇聯於1981年專門開發在阿富汗作戰，車身裝有強化裝甲，但由於車身重量增加，失去了渡河功能，則最大涉水深度為1.2公尺
BMP-2M
大幅現代化改裝版本，增加了BMD-4配备的新型观瞄和热成像系统，AGS-30自動榴彈發射器，裝備4枚9M133短號反坦克导弹，阿爾及利亞於2005年簽暑了針對300輛BMP-2M的改良方案。
國外改裝
BVP-2（页面存档备份，存于）  - 捷克斯洛伐克的BMP-2版本

## 實戰

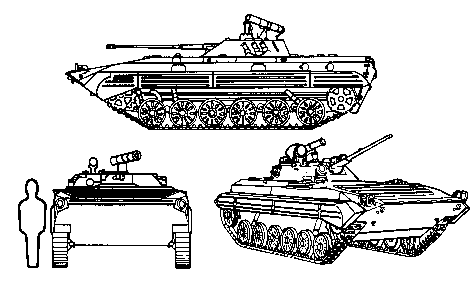
BMP-2

- 蘇聯——阿富汗戰爭
- 兩伊戰爭
- 海灣戰爭
- 車臣戰爭
- 2003年伊拉克戰爭
- 2008年南奧塞提亞戰爭
- 2011年敘利亞內戰
- 2014年烏克蘭親俄羅斯武裝衝突
- 2022年俄羅斯入侵烏克蘭[3]

## 使用國家
- 俄羅斯[3]：
  - 俄羅斯陸軍 - 5000輛正在服役

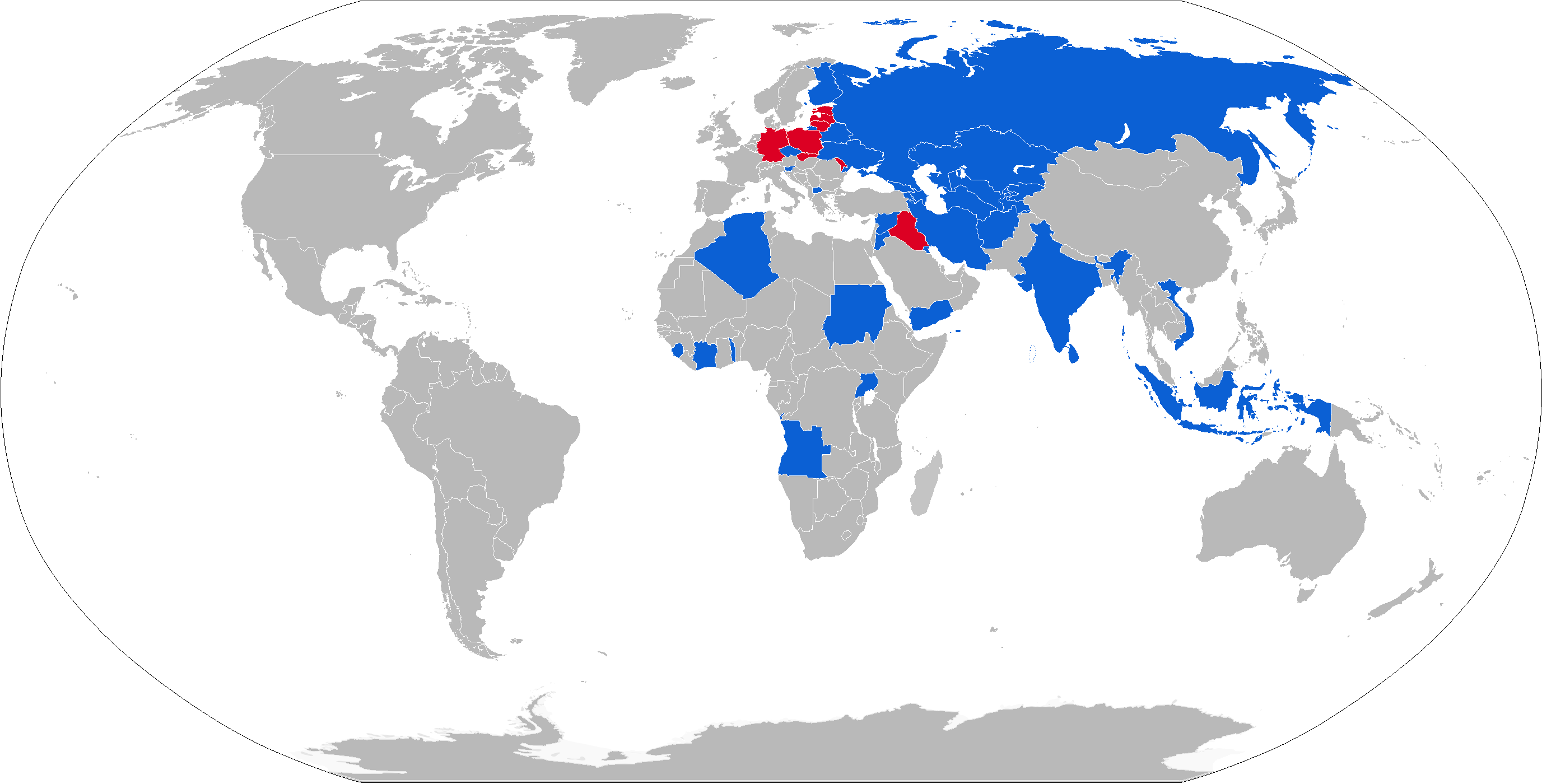
世界上使用BMP-2的國家

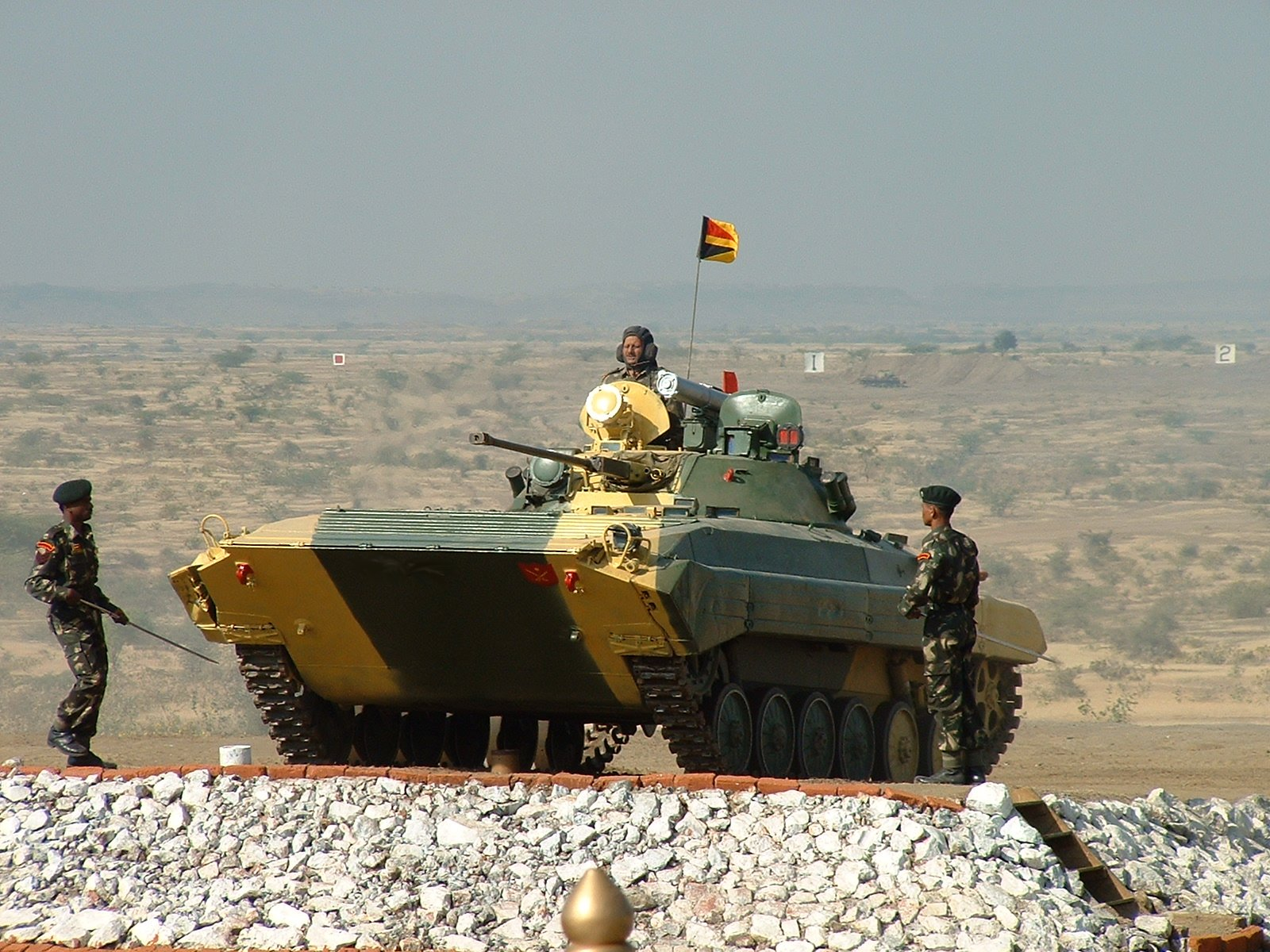
印度的BMP-2

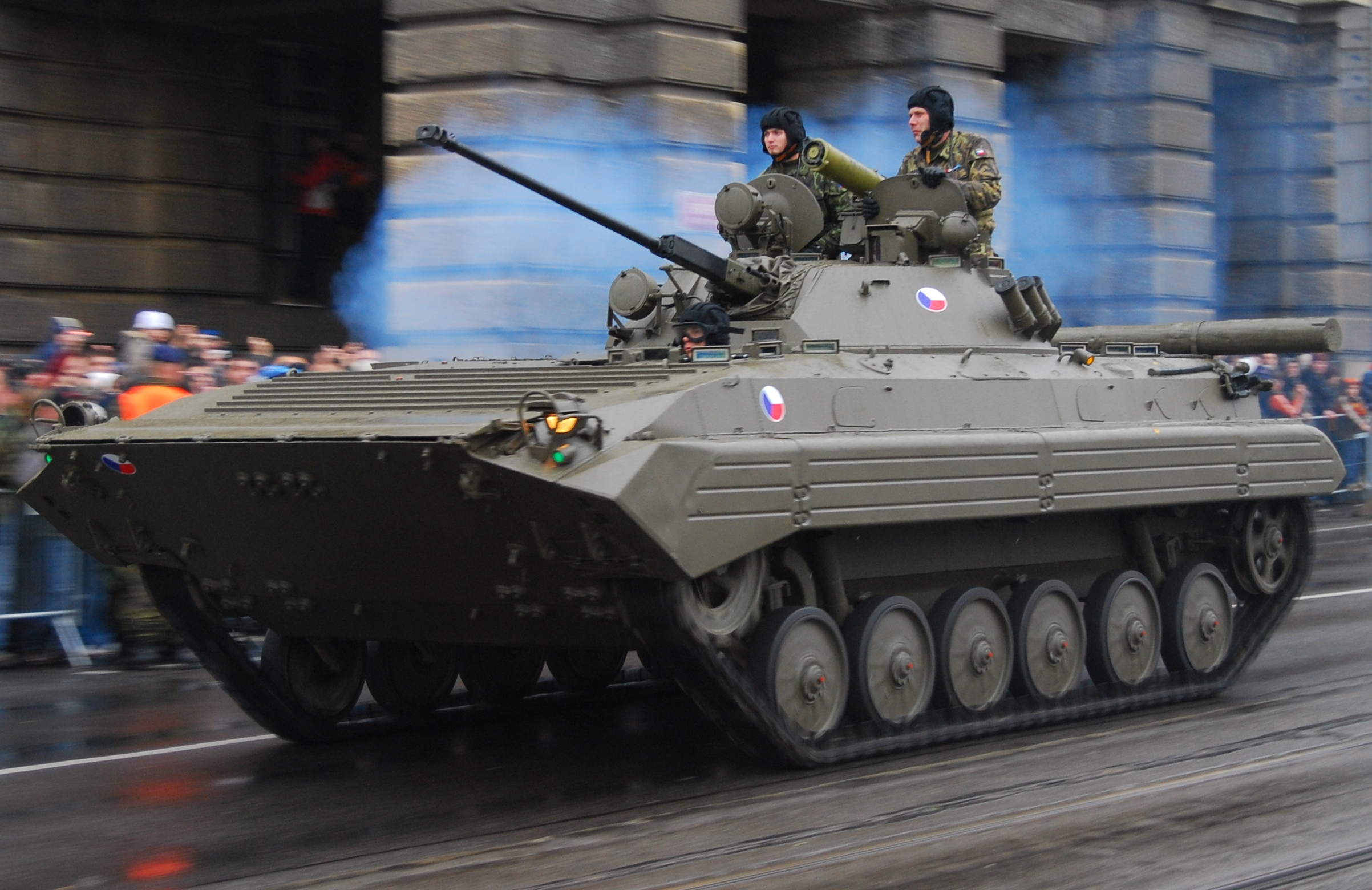
捷克的BVP-2

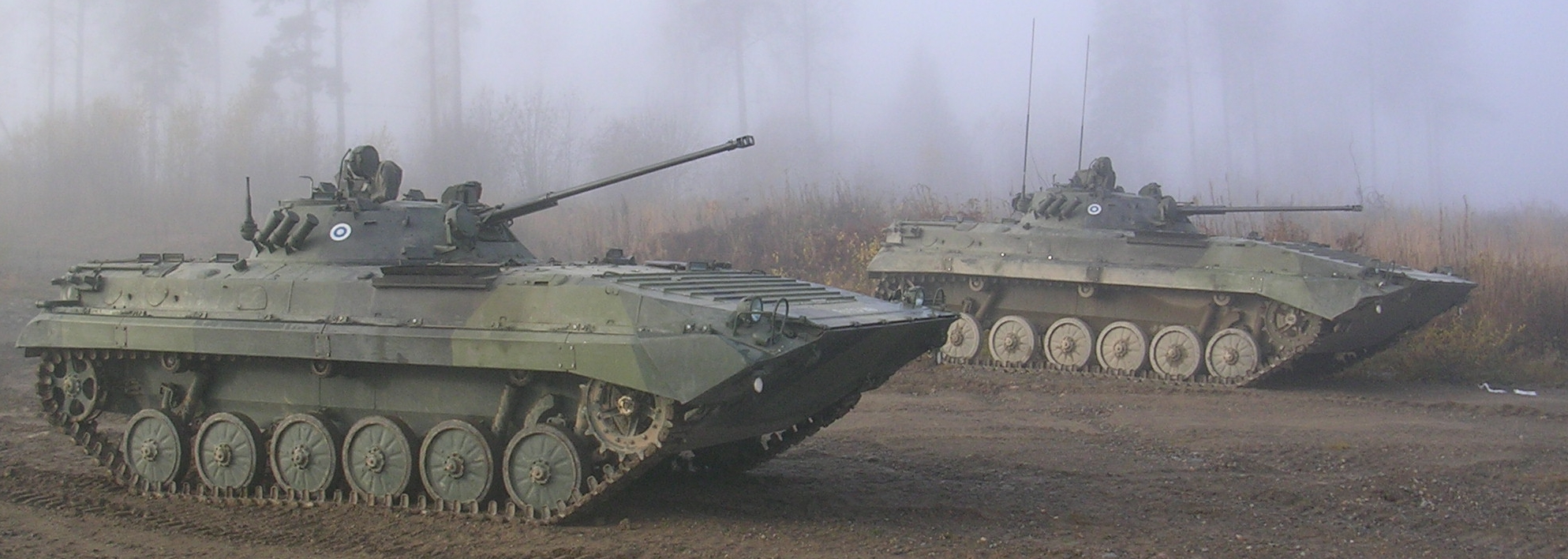
芬蘭的BMP-2

  - 俄羅斯海軍步兵 - 約有150輛正在服役
  - 俄羅斯內衛部隊 - 有1650輛BMP-1、BMP-2、BTR-80在服役
- 阿富汗
- 阿尔巴尼亚
- 阿尔及利亚
- 安哥拉
- - 33輛在服役
- 白俄羅斯 - 875輛正在服役
- 保加利亚[4]
- 捷克 - 181輛正在服役
- 乌干达
- 多哥
- 芬兰 - 110輛正在服役
- 葉門
- 科威特
- 印度 - 約有1000輛正在服役
- 伊朗 - 400輛正在服役
- 伊拉克 - 少量正在服役
- - 500輛正在服役
- 利比亞
- 亞美尼亞
- 约旦
- 印度尼西亞
- 斯洛伐克
- 斯里蘭卡
- 苏丹
- 叙利亚
- 乌克兰:
  - 烏克蘭陸軍 - 約1400輛正在服役
  - 烏克蘭海軍陸戰隊 - 約75輛正在服役
- 乌拉圭
- 越南
- 朝鮮民主主義人民共和國 但使用多管火箭筒作主要武器
- 頓內次克人民共和國
- 盧干斯克人民共和國

## 前使用國家
- 苏联
- 東德
- 德国 - 從東德繼承，目前已全數退役
- 波蘭
- 捷克斯洛伐克

## 外部連結
- 蘇聯BMP-2步兵戰車